# Jacques Charlier
Pour les articles homonymes, voir Charlier.
Jacques Charlier, né le 4 février 1939 à Liège, est un artiste pluridisciplinaire autodidacte belge.

## Biographie
Jacques Charlier naît le 4 février 1939 à Liège.
Dès son adolescence, il se promet d’être un artiste. Ses parents refusent de l’inscrire à l’académie, il suit des cours dans une école de mécanique et se lance seul dans l’étude de l’histoire de l’art. 
Il se trouve un emploi alimentaire ainsi il travaille comme employé au Service technique provincial (STP) de Liège de 1958 à 1978 et il est professeur de graphisme à l’Académie royale des beaux-arts de Liège de 1978 à 1999,.
Il commence sa carrière artistique au début des années 1960. En 1966, il reçoit une mention à la Jeune Peinture belge,.
En 1975, il aborde un autre domaine et il fait ses débuts dans la musique, avec de nombreux projets comme la création du groupe Terril et de la musique « régressive »[réf. à confirmer]. 
Il est élu correspondant le 5 mai 1994, puis membre le 6 mai 1999 et il devient membre émérite le 30 mars 2006 de l'Académie royale des sciences, des lettres et des beaux-arts de Belgique.
Jacques Charlier utilise le support et le style en fonction de l’idée. Son approche pluridisciplinaire le pousse vers des domaines aussi variés que peinture, photographie, vidéo, musique, textes, sculpture, installation, bande dessinée, philatélie, publicité, événement, articles de presse.
Il participe à de nombreuses expositions personnelles et collectives tant en Belgique qu’à l’étranger depuis 1962. Il est présent dans les collections de musées d’art moderne belges d'Anvers, de Bruxelles, de Gand, d'Ostende, de la Communauté française de Belgique) et français (FRAC : Champagne-Ardenne, Île-de-France, Nord-Pas-de-Calais, Pays de la Loire) ainsi qu’au Mudam à Luxembourg. Il est également l’auteur d’une intégration au Centre hospitalier universitaire de Liège dont l’architecte est Charles Vandenhove.
En mai 2009, il publie, grâce à l'aide de Bernar Venet, une bande dessinée intitulée La Courbure de l'Art, qui brosse un portrait de la scène de l'art contemporain franco-américain.
La même année, son projet 100 sexes d'artistes (qui devait être dispersé dans la ville de Venise sous forme d’affiches) est refusé par la Biennale et la Ville de Venise en raison de problèmes de droits de reproduction et du caractère sexuel des affiches,.
Depuis 2009, sous le nom de CLArtvision, il sillonne l'Europe avec Ute Willaert pour réaliser des reportages sur l'art contemporain et ses manifestations telles la Biennale de Venise (2009) ; Casanova forever ; FRAC Languedoc-Roussillon (2010) ; Biennale du Havre (2010) ; Martin Walde - Unken, Musée MARTa Herford (2010) ;  Spagat, Musée MARTa Herford (2011) ; Colossal, exposition Jan Hoet à Kalkriese, Allemagne (2010) ; 
RecyclingDesignPrice, Musée MARTa Herford (2009) ; Dennis Oppenheim - Safets Cones, Herford (2010) ; MUDAM, Luxembourg (2011) ; Pearls of the North, Palais d'Iena, Paris (2011) et The silver Show, NAK, Aix-la-Chapelle (2011).

## Distinctions
- Citoyen d'honneur de Liège (2009)[9].

## Expositions récentes
| Titre                                       | Lieu                                                                          | Date                   |
| ------------------------------------------- | ----------------------------------------------------------------------------- | ---------------------- |
| 100 sexes d'artistes                        | Venise, Antwerpen, Linz, Belgrade, Luxembourg, Bruxelles, Namur, Bergen, Metz | juin-novembre 2009     |
| Disorder (Bernar Venet et Jacques Charlier) | Palais des Beaux-Arts (Bruxelles)                                             | 27 mai - 30 août 2009  |
| Libérer Lamartine                           | Galerie Art Attitude (Nancy, France)                                          | 6 mars - 2 mai 2009    |
| Loss of Control                             | MARTa Herford (DE)                                                            | 2007-2008              |
| Replay                                      | Au Triangle Bleu (BE)                                                         | 22.11.06 - 07.01.07    |
| In & Out                                    | Casino de Luxembourg (LU)                                                     | fin 2006               |
| Surface de réparation                       | Maison des jeunes du Thier-à-Liège (BE)                                       | 2005-2006              |
| Post No Bills                               | Galerie Fortlaan 17 (BE)                                                      | 28.09 - 23.11.2003     |
| The Belgian Effect                          | Galerie Fortlaan 17 (BE)                                                      | 28.09 - 23.11.2003     |
| The Belgian Effect                          | Neuer Aachener Kunstverein (de) (NAK) (DE)                                    | 27.09 - 23.11.2003     |
| Rétrospective                               | S.M.A.K. Musée municipal d'art actuel (Gand) (BE)                             | 25.01 - 13.04.2003     |
| Art Forever                                 | Casino Luxembourg - Forum d'art contemporain (LU)                             | 23.10.1999 - 16.1.2000 |

## Publications
- Centre de Désintoxication Artistique et Culturelle (CIDAC), avec Francis Debruyne, 1969.
- Yves Gevaert (dir.), Photos de vernissages, Bruxelles, Palais des Beaux-Arts, 1975.
- Articides Follies, Bruxelles, Daled et Gevaert, 1975.
- Belgian Issue (n° Special), in Studio International, May-June 1975, London.
- Rose Melody, Liège, AAP, 1977.
- Egidio Marzona (dir.), Essuies-plumes, Düsseldorf, Galerie Egidio Marzona, 1978.
- Egidio Marzona (dir.), Long Playing-long painting, Düsseldorf, Galerie Egidio Marzona, 1978.
- Christine Breton, Roll against the plinthure, Grenoble, Musée de Grenoble, 1981.
- Dans les règles de l’art, Bruxelles, Éd. Lebeer- Hossmann, 1983.
- Les Roses tatouées, Bruxelles, Les marées de la nuit, Galerie Étienne Tilman, 1989.
- Peintures mystiques, de guerre, Villeneuve-d'Ascq, Musée de Villeneuve-d'Ascq, 1989[3].
- La Photographie au service de l'idée. Conversation avec René Debanterlé, Charleroi, Tandem, 1990.
- L’Art à Contretemps, Braine-l'Alleud / Bruxelles, Centre d'art Nicolas de Staël et Keepsake Editions, 1994.
- Flux News Spécial, no 7, Liège, 1995.
- Jacques Charlier/ Roy Grayson, Museum Dhont-Dhaenens, 1997.
- Objets confidentiels, Liège, Yellow Now, 1999.
- The most wanted man, Bruxelles, Aeroplastics contemporary, 1999.
- La Chatouille de combat, Liège, Yellow Now, 1999.
- Belgique éternelle, Frameries, Éditions Bruno Robbe, 2000.
- Art Forever, Luxembourg, Casino Luxembourg, 2000.
- Stardust magazine, Gent, Fortlaan 17, 2001.
- Movie, Aachen, NAK, 2003.
- Gent / extra editie, Gent, SMAK, 2003.
- The New Art Report, Gent, Fortlaan 17, 2004.
- L'Attache parisienne, Bruxelles, La maison d'à côté, 2004.
- Anne Goffart, Documents professionnels, Brussels, Musées royaux des Beaux-Arts de Belgique, 2004.
- Art poche no 1, Yvetot, Galerie Duchamp, 2005.
- Zone absolue, L'usine à Gaz, Liège, Galerie Nadja Vilenne, 2008.
- Jacques Charlier, 100 sexes d'artistes. Making 'off', Brussels, Communauté française Wallonie-Bruxelles, 2009.
- Julie Bawin (dir.), L'Œuvre-collection. Propos d'artistes sur la collection, Liège, Yellow Now, 2009, p. 33-43 (OCLC 888736400).
- Jacques Charlier. La Doublure du monde, Bruxelles, Parlement de la Communauté française de Belgique, 2009.

### Albums de bande dessinée
- La Route de l'art[12], Moretti, Gand, janvier 1982
Scénario, dessin et couleurs : Jacques Charlier
- La Courbure de l'art[5],[6], Palais des Beaux-Arts, Bruxelles, 2009
Scénario, dessin et couleurs : Jacques Charlier